# Discarica di Cava Sari
La discarica di Cava Sari è un sito di raccolta della frazione secca non riciclabile dei rifiuti solidi urbani in località “Pozzelle” presso Terzigno (NA).

## Descrizione
Il sito, ubicato all'interno del Parco Nazionale del Vesuvio in una vecchia cava di pietra lavica, in base alla Legge 123/2008, doveva essere allargata alla attigua discarica Vitiello ma grazie alla Conferenza di Servizi del 30 dicembre 2009 fu possibile bloccare il progetto. Tuttavia, il Presidente del Consiglio dei Ministri, Silvio Berlusconi, il 7 gennaio 2010 confermò la scelta legislativa. Ciò determinò le proteste popolari che si ripeterono per tutto l'anno con violenti scontri. Questa lotta scongiurò l'apertura della nuova discarica. Recentemente i sindaci di alcune amministrazioni municipali vesuviane hanno chiesto alle Istituzioni di adottare dei provvedimenti urgenti circa la chiusura della discarica, fermo restando la disponibilità a conferire nel sito solo rifiuti organici stabilizzati (FOS). In particolare il Comitato locale contesta la gestione economica del sito e lo spreco di circa 4400 euro al giorno che potrebbero essere meglio impiegati per realizzare una centrale a bio-gas.
Attualmente il sito custodisce 972.000 m3 di rifiuti a fronte di una capienza di 730.000 m3, caratterizzandosi per essere una delle più grandi discariche della Regione. Il TAR Campania, tuttavia, ha respinto l'istanza di chiusura avanzata dai sindaci in quanto l'innalzamento di alcuni metri del livello originario del sito costituisce modifica non sostanziale. Sentenza che comunque rimane vincolata alla realizzazione degli impianti in carico ai comuni dell'area rossa così come stabilito nel protocollo d'intesa firmato tra Provincia e Regione nel 2011.
Della vicenda se ne è discusso anche al Comitato Regionale per le Ecomafie.